# 浅井真理子
浅井 真理子（あさい まりこ、1966年 - ）は、日本の心理学者。父は群馬大学名誉教授の武藤英男。

## 経歴
- 群馬県生まれ。
- 1984年 群馬県立前橋女子高等学校卒業
- 1989年 東京大学薬学部卒業
- 筑波大学大学院人間総合科学研究科博士課程修了[1]
- 帝京平成大学大学院臨床心理学研究科臨床心理学専攻教授
- 日本医科大学医学部医学科 医療心理学教室 准教授

## 学位
東京大学薬学部薬学科より薬学士、大正大学大学院人間学研究科臨床心理学専攻より修士（臨床心理学）、筑波大学大学院人間総合科学研究科心理学専攻より博士（心理学）の学位をそれぞれ取得した。

## 所属学会
日本心理学会、日本トラウマティック・ストレス学会、日本サイコオンコロジー学会、日本カウンセリング学会、日本緩和医療学会、International Psycho-Oncology Society、日本心理臨床学会、日本がんサポーティブケア学会

## 著作物
翻訳
- Twycross, Robert G.、Wilcock, Andrew『トワイクロス先生のがん患者の症状マネジメント』武田文和（監訳）、浅井真理子（翻訳）、医学書院、2003年。ISBN 4260124676。 NCID BA64900333。 原題 "Symptom management in advanced cancer” 第3版の翻訳。

論文（共著を含む）
- 浅井真理子「<秦泉寺論文への院生からのコメント>秦泉寺さんの事例に関しての感想」『大正大学臨床心理学専攻紀要』第5巻46頁、大正大学、2002年3月。NAID 110000093088
- 岩満優美; 平井啓; 大庭章; 塩崎麻里子; 浅井真理子; 尾形明子; 笹原朋代; 岡崎賀美 et al. (2009年). “緩和ケアチームが求める心理士の役割に関する研究－フォーカスグループインタビューを用いて”. Palliative Care Research (日本緩和医療学会) 4 (2):  228-234. doi:10.2512/jspm.4.228. NAID 130000134127.。
- 浅井真理子、松井豊「配偶者をがんで亡くした遺族の心理状態と対処行動の構造探索」Asai, Mariko; Matsui, Yutaka『筑波大学心理学研究』第37号、49-58頁、筑波大学心理学系、2009年。ISSN 0915-8952、NAID 120001106225。
- 浅井真理子 (2009年2月). “配偶者を亡くした遺族の心理状態と対処行動に関する国内外の研究動向”. カウンセリング研究 (日本カウンセリング学会) 42 (1):  71-80. ISSN 0914-8337. NAID 40016641890.
- 浅井真理子、松井豊「病院職員の精神医学的診断とストレス要因の関連:―がん専門病院精神科コンサルテーションにおける予備的検討―」『日本心理学会大会発表論文集』第75号、日本心理学会、2011年、75頁。（3AM011頁）。doi:10.4992/pacjpa.75.0_3AM011、NAID 130007587727。
- 浅井真理子「がん医療における遺族のメンタルヘルス（特集 がん医療における家族ケア）」『腫瘍内科』第8巻1号45-50頁、科学評論社、2011年7月。ISSN 1881-6568、 NAID 40018960527。
- 浅井真理子、松井豊、内富庸介「配偶者をがんで亡くした遺族の対処行動パターン」『心理学研究』第84巻第5号、498-507頁、日本心理学会、2013年。doi:10.4992/jjpsy.84.498、ISSN 0021-5236、NAID 130003395738。
- 浅井真理子、松井豊、内富庸介「配偶者をがんで亡くした遺族の対処行動パターン」『心理学研究』第84巻第5号、498-507頁、日本心理学会、2013年12月。ISSN 0021-5236、NAID 40019917297。
- 「P2-39 遺族のQOL改善に寄与する心理社会的介入要素の文献展望（一般演題ポスター,認知行動療法のポテンシャル）」堂谷知香子、尾形明子、福森崇貴、浅井真理子『日本認知・行動療法学会大会プログラム・抄録集』第40号、338-339頁、日本認知・行動療法学会、2014年11月1日。NAID 110009996800。
- 浅井真理子「第15回　心理職として関わるサイコオンコロジー」『ファルマシア』、第54巻第5号、448-449頁、日本薬学会、2018年	doi:10.14894/faruawpsj.54.5_448、ISSN 0912-0734、NAID 130006729801。
- 浅井真理子「心理職の立場から患者の意思決定を支える (服薬と処方の心理 : くすりをめぐるコミュニケーション) -- (くすりをめぐるコミュニケーション)」『こころの科学』第203号、83-86頁、日本評論社、2019年1月。ISSN 0014-8601、NAID 40021766009。